# Ciechanów (Mazovie)
Pour l’article homonyme, voir Ciechanów (Basse-Silésie).
Ciechanów (prononciation : [t͡ɕeˈxanuf]) est une ville polonaise du powiat de Ciechanów de la voïvodie de Mazovie dans le centre-nord de la Pologne.
Elle est le siège administratif de la gmina de Ciechanów et du powiat de Ciechanów.
Elle se situe à environ 77 kilomètres au nord de Varsovie (capitale de la Pologne).
La ville couvre une surface de 32,51 km2 et comptait 44 879 habitants en 2013.

## Histoire
Les premiers habitants sont apparus vers 3000 avant Jésus-Christ, même si les découvertes archéologiques montrent que les premières agglomérations durables se sont installées au VIIe siècle.
La première mention documentaire de Ciechanow date de 1065. En 1180, elle a été ravagée par les Pommern. Un nouvel assaut s'est renouvelé en 1222.
En 1349, Ciechanów est devenu un duché indépendant sous l'empereur Casimir Ier. Ce duché a existé jusqu'en 1526.
En 1526, la famille des Piasten quitta le pouvoir et la ville passa sous le joug du royaume de Pologne. En 1538, le roi Sigmund l'âgé confirma le statut particulier de la ville. Cette même année, un incendie a de nouveau ravagé la ville. Ces incendies se sont reproduits en 1616, 1624, 1625, 1631, 1648, 1650, 1653 et la dernière fois en 1661.
En 1657, le comté a été détruit par les Suédois. L'ampleur de la destruction a été aggravée par un feu, à la fin duquel il ne resta que 400 habitants et 53 maisons. La Suède démolit totalement l'endroit en 1708, et seule l'immigration de quelques juifs pu sauver la place. Cependant, huit ans plus tard, une épidémie de choléra est arrivée. En 1794, Ciechanów passa sous le pouvoir prussien. Le 26 juillet 1806, l'endroit a été conquis par l'armée polonaise et Varsovie a été intégrée dans le Grand Duché. En 1808, Ciechanów comptait 1359 habitants. Trente ans plus tard, ils étaient 2 932, et en 1865, ils atteignirent 4 650 habitants.

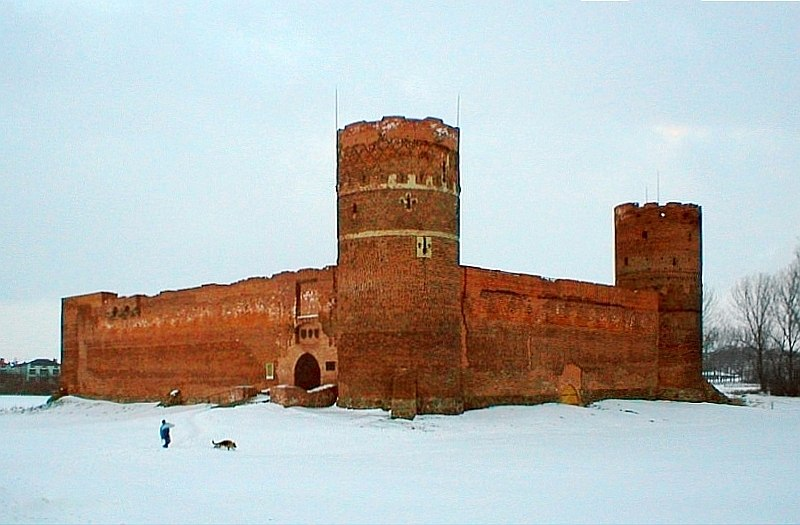
Château des Ducs de Mazovie

Pendant la première guerre mondiale, plusieurs batailles ont eu lieu dans les environs du 10 septembre 1914 au 16 juillet 1915, ayant pour résultats des destructions importantes et une nouvelle épidémie de choléra.
Pendant la Guerre russo-polonaise de 1920 et en particulier pendant la bataille de Varsovie Ciechanow fut le théâtre de violents combats.
En 1923, Ciechanów a été reliée au réseau ferroviaire (sur la ligne Varsovie - Gdansk).
Au cours de la Seconde Guerre mondiale, Ciechanów a été occupé par les Allemands à partir de 1939. L'occupation a représenté pour les habitants du travail forcé, des déportations et le massacre de la population juive.
Entre novembre décembre 1942, 23 000 personnes de la commune sont déportées au camp d'Auschwitz. Ciechanów a été rebaptisé Zichenau et a été placé sous la responsabilité de la province Prusse-Orientale. Les Allemands ont massacré le 16 janvier 1945 une partie de la population avant leur départ. L'Armée rouge a libérée la ville le 17 janvier 1945.
En 1946, il y avait 11 831 habitants.
De 1975 à 1998, la ville appartenait administrativement à la voïvodie de Ciechanów.

## Jumelages
- Meudon (France) depuis le 4 novembre 1972
- Haldensleben (Allemagne) depuis le 25 septembre 1992
- Khmelnytskyi (Ukraine) depuis le 27 novembre 1997
- Brezno (Slovaquie) depuis le 21 juin 2001

## Personnalités
- Teresa Tyszkiewicz (1953-2020)
- Kasia Struss (1987-), mannequin